# غاستون ميندي
غاستون ميندي (بالفرنسية: Gaston Mendy)‏ (22 نوفمبر 1985 بداكار في السنغال - ) هو لاعب كرة قدم سنغالي في مركز الوسط. لعب مع إشتوريل برايا وجامعة كلوج ورابيد بوخارست ونادي بترولول بلويشتي ونادي تارغو موريش ونادي ملادا بوليسلاف ونادي فارول كونستانتسا وFC Dunărea Călărași ‏.

## وصلات خارجية
- غاستون ميندي على موقع قاعدة بيانات كرة القدم.إي يو (الإنجليزية)
- غاستون ميندي على موقع Soccerway.com (الإنجليزية)
- غاستون ميندي على موقع عالم كرة القدم.نت (الإنجليزية)